# Castillon-en-Couserans
 Castillon-en-Couserans  es una población y comuna francesa, en la región de Mediodía-Pirineos, departamento de Ariège, en el distrito de Saint-Girons. Es el chef-lieu y mayor población del cantón de Castillon-en-Couserans.

## Demografía
| 536 | 475 | 429 | 373 | 403 | 424 |
| Para los censos de 1962 a 1999 la población legal corresponde a la población sin duplicidades (Fuente: INSEE [Consultar]) |     |     |     |     |     |